# Valley Ranch (Californie)
Valley Ranch est une census-designated place du comté de Plumas, dans l'État de Californie, aux États-Unis,. En 2020, elle compte une population de 128 habitants.